# 圣欧班德布拉讷
圣欧班德布拉讷（法語：Saint-Aubin-de-Branne，法語發音：[sɛ̃.t‿obɛ̃ də bʁan]，意为“布拉讷的圣欧班”）是法国吉伦特省的一个市镇，属于利布尔讷区。

## 地理
圣欧班德布拉讷（44°48'30"N, 0°10'18"W）面积5.52 平方千米，位于法国新阿基坦大区吉倫特省，该省份为法国西南部沿海省份，是法國本土面积最大的省，北起滨海夏朗德省，西临大西洋，南至朗德省，东南接洛特-加龍省，东临多爾多涅省。
与圣欧班德布拉讷接壤的市镇（或旧市镇、城区）包括：布拉讷、卡巴拉、吕盖尼亚克、诺让和波斯蒂亚克、罗藏、圣让德布莱尼亚克、圣泰尔。
圣欧班德布拉讷的时区为UTC+01:00、UTC+02:00（夏令时）。

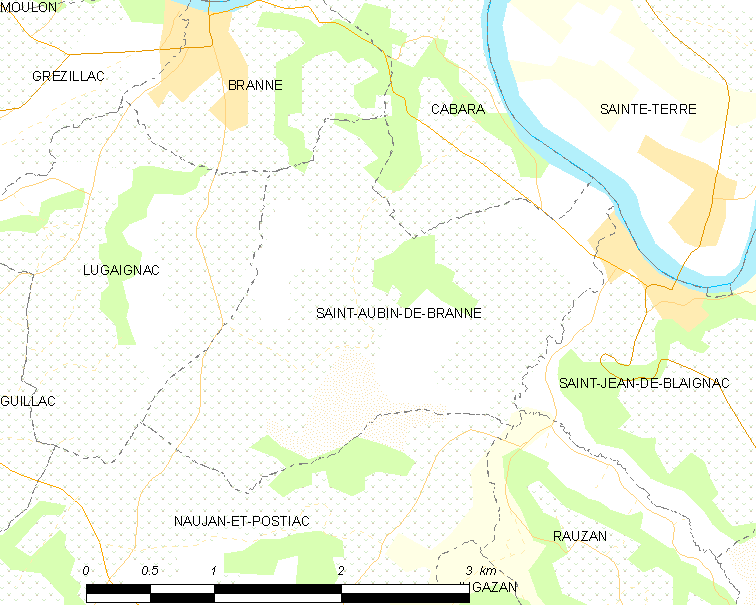
圣欧班德布拉讷的OSM定位图

## 行政
圣欧班德布拉讷的邮政编码为33420，INSEE市镇编码为33375。

## 政治
圣欧班德布拉讷所属的省级选区为多尔多涅山丘县。

## 人口

1962-2008年间圣欧班德布拉讷人口变化图示

圣欧班德布拉讷于2022年1月1日时的人口数量为380人。